# Abang I
Pour les articles homonymes, voir Abang.
Abang I est un village du Cameroun situé dans le département du Nyong-et-So'o et la région du Centre. Il fait partie de la commune de Dzeng.

## Population
En 1963, Abang I comptait 179 habitants, principalement des Mbida-Mbani. Lors du recensement de 2005, on y a dénombré 299 personnes.